# Drogheda
Drogheda (irl. Droichead Átha) – miasto na wschodzie Irlandii w prowincji Leinster (hrabstwo Louth). Liczba mieszkańców w 2011 roku wynosiła 30 393 osoby, a łącznie z przedmieściami 38 578.
Miasto położone jest nad rzeką Boyne, 10 km od wybrzeża Morza Irlandzkiego. Jest ośrodkiem gospodarczym i turystycznym regionu Louth.
Miasto założyli w IX w. wikingowie, zaś w XII w. przeszło w ręce Anglonormanów. W 1228 r. Drogheda otrzymała prawa miejskie. W XV w. w mieście odbywały się kilkukrotnie obrady irlandzkiego parlamentu. W 1649 r. miasto zostało zdobyte przez wojska Olivera Cromwella, a jego ludność wybita (tzw. masakra Droghedy).

## Miasta partnerskie
- Bronte, Saint Mande[3]

## Galeria

Drogheda - Droichead Átha
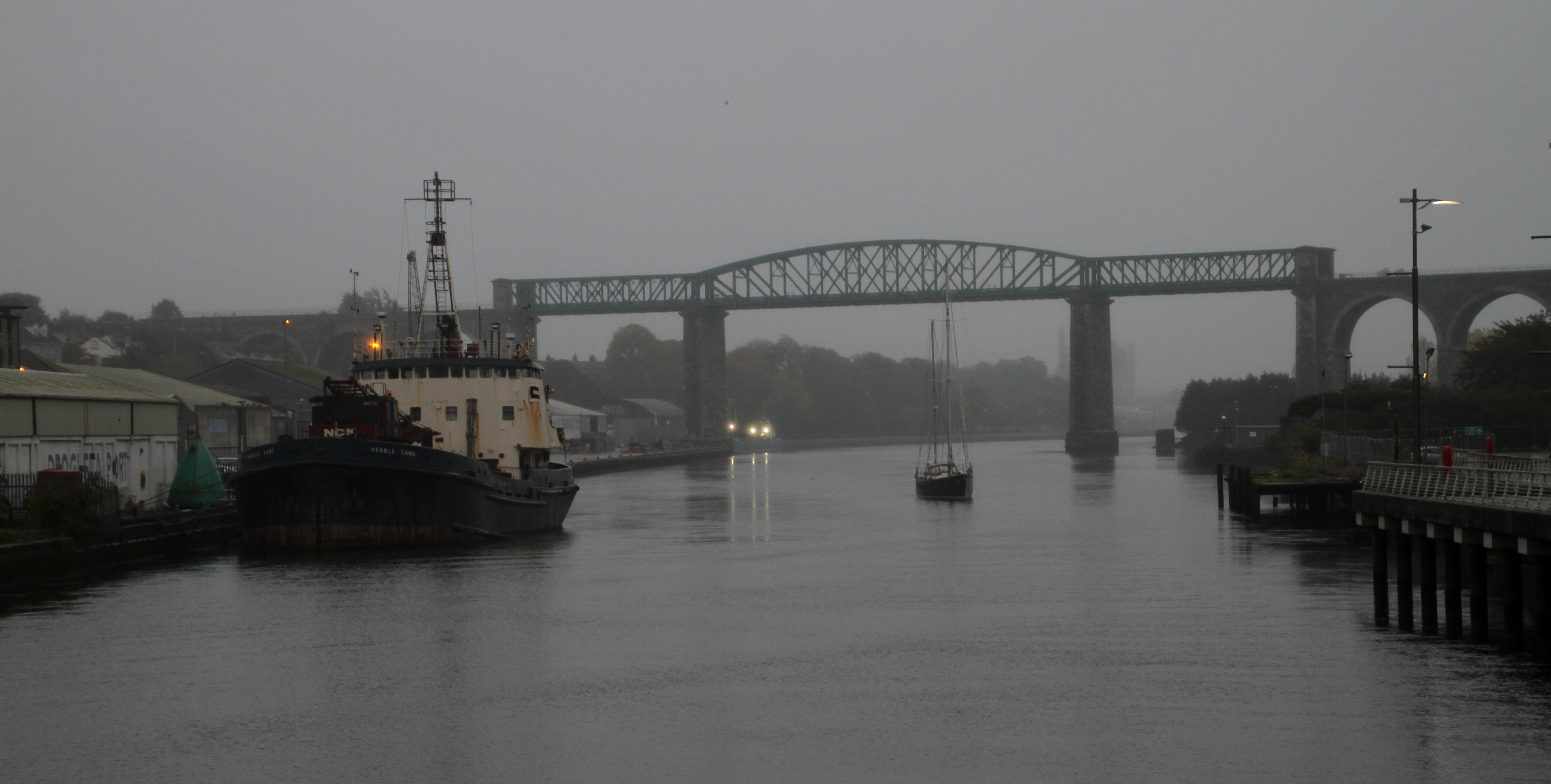
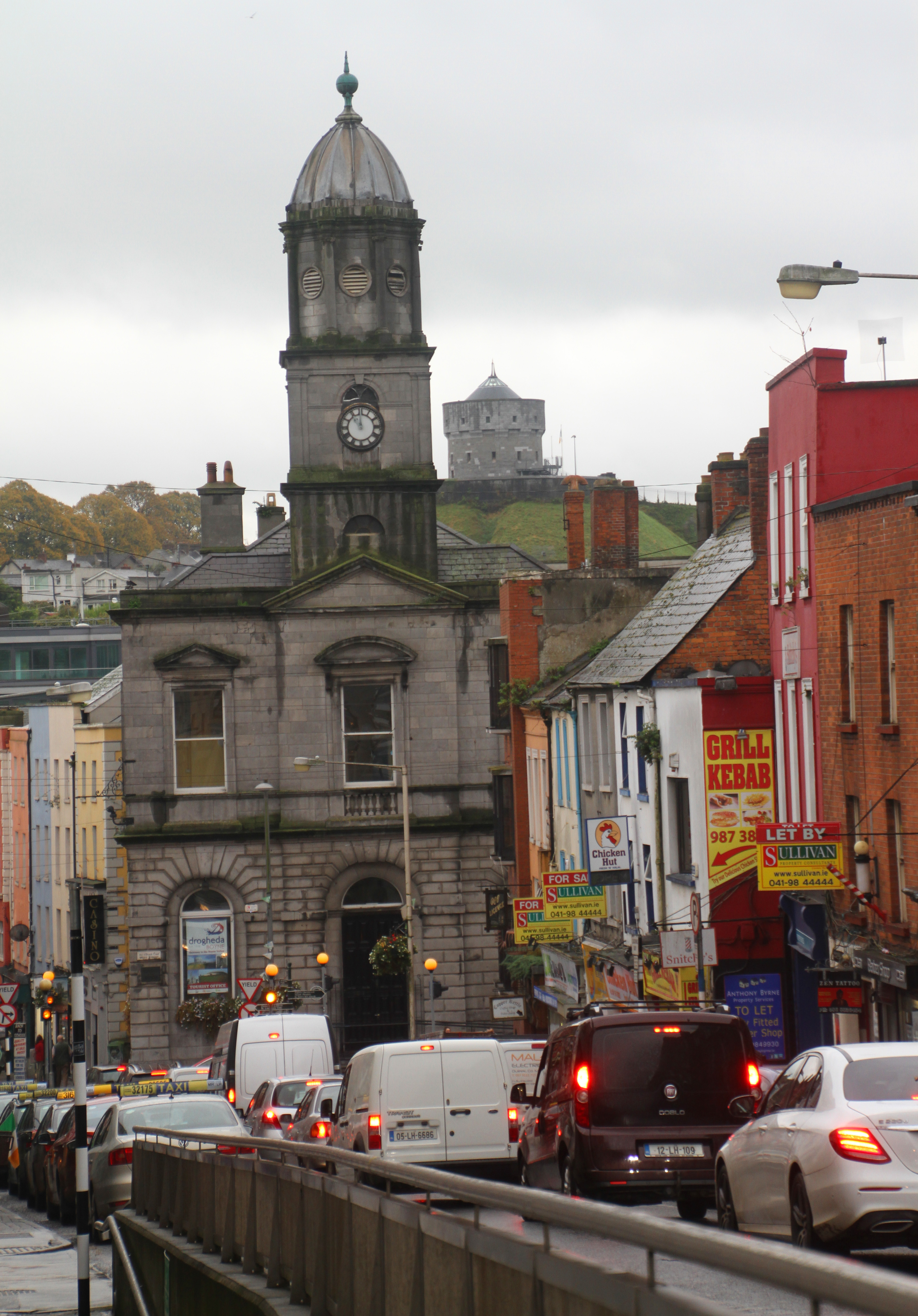
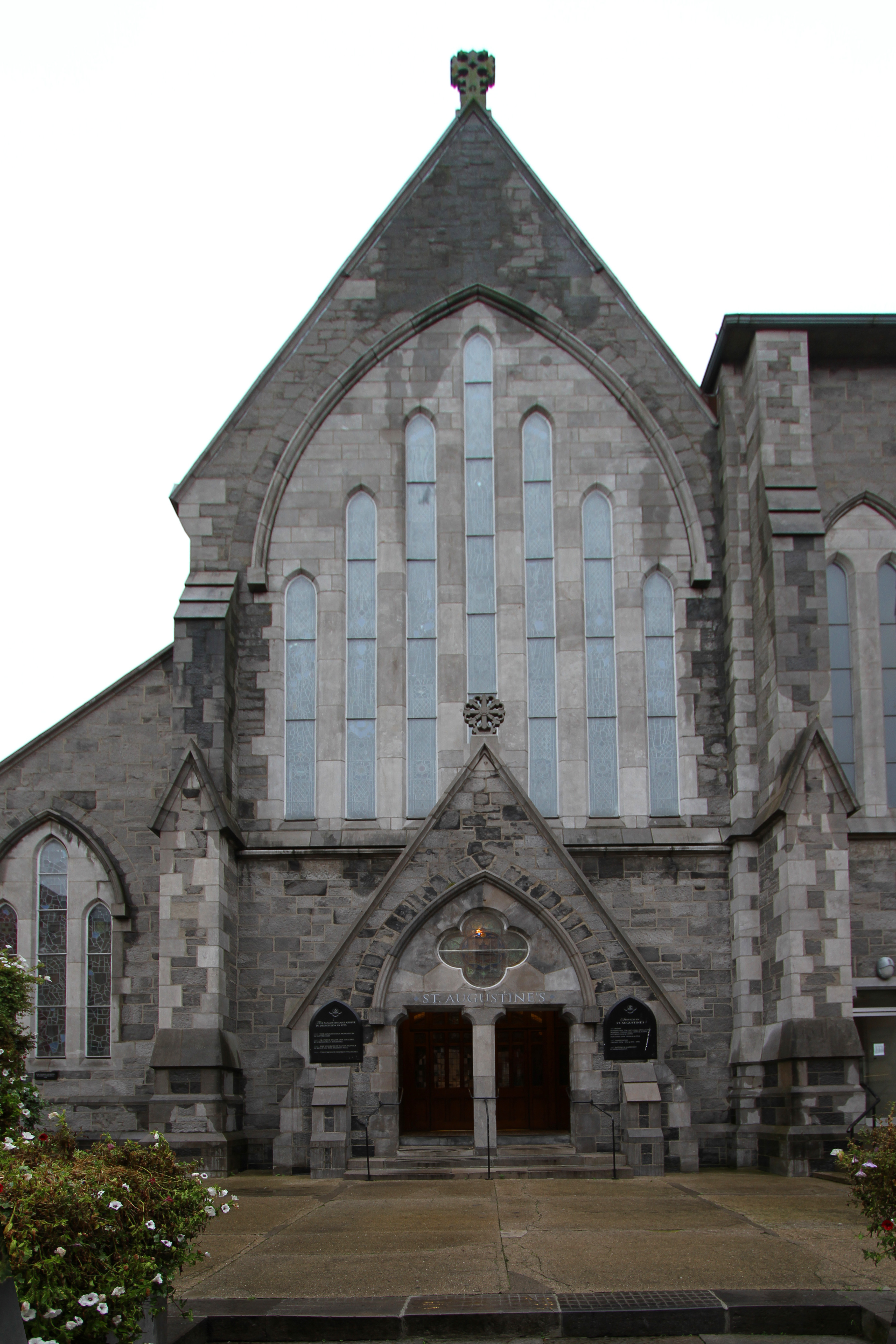
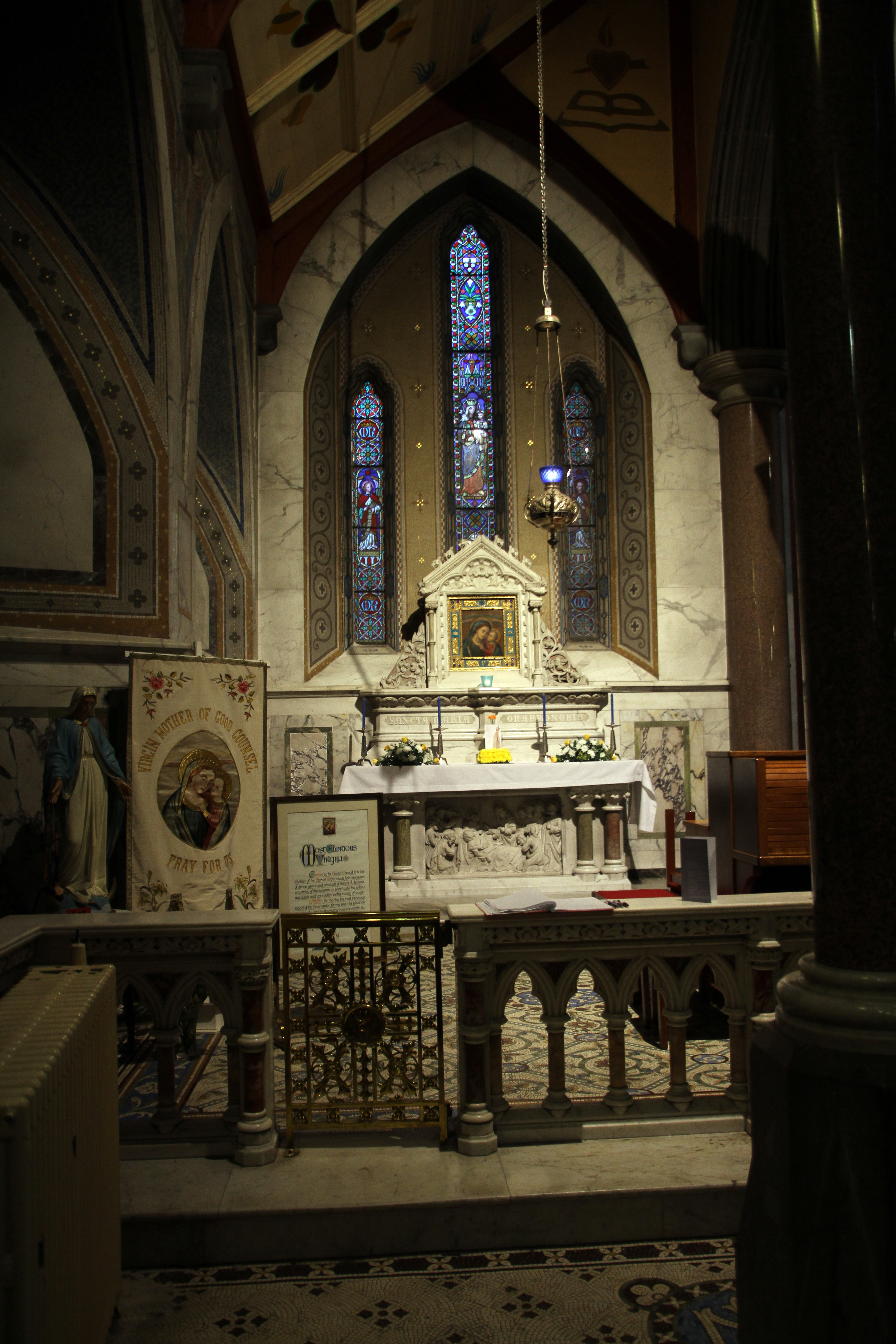
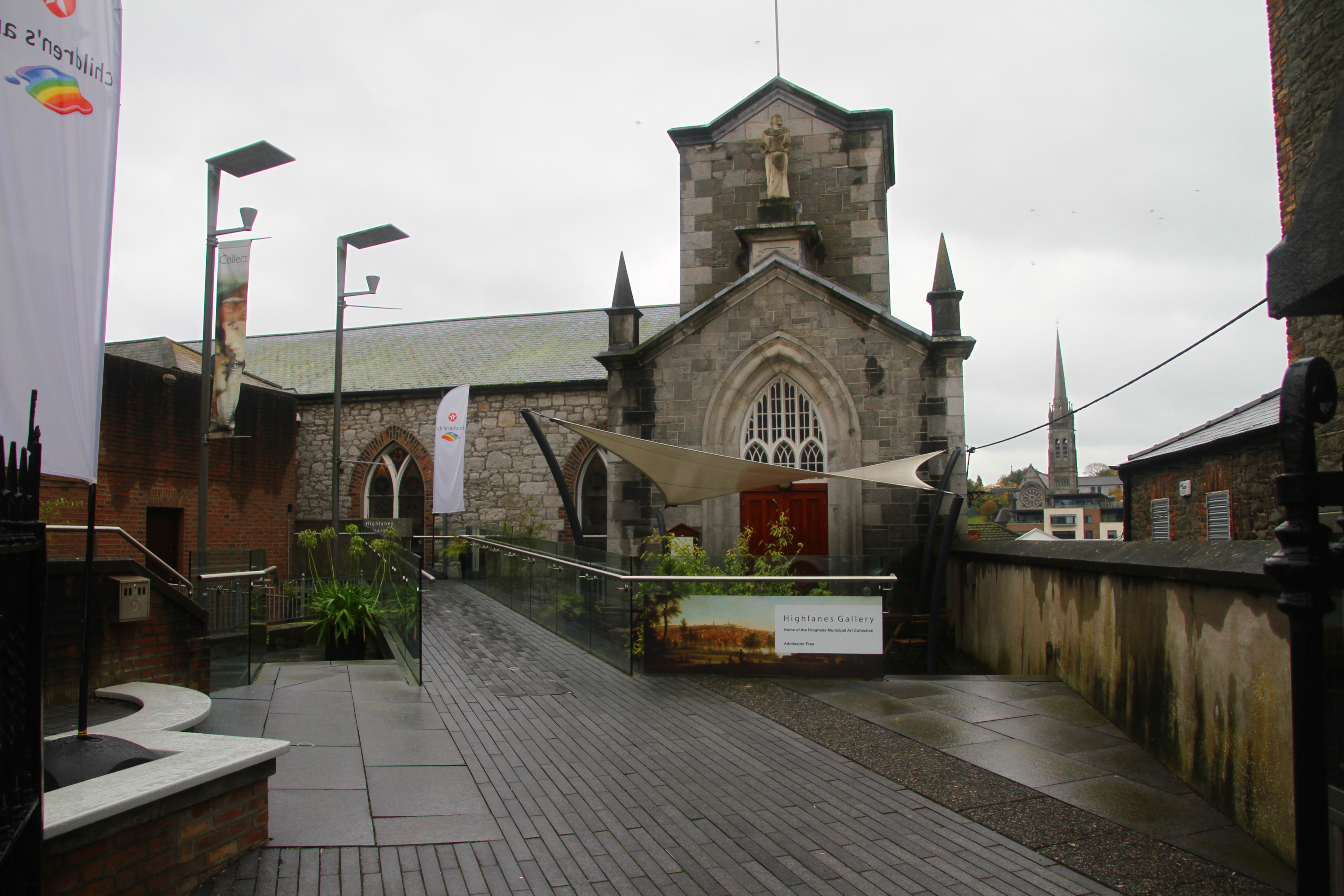
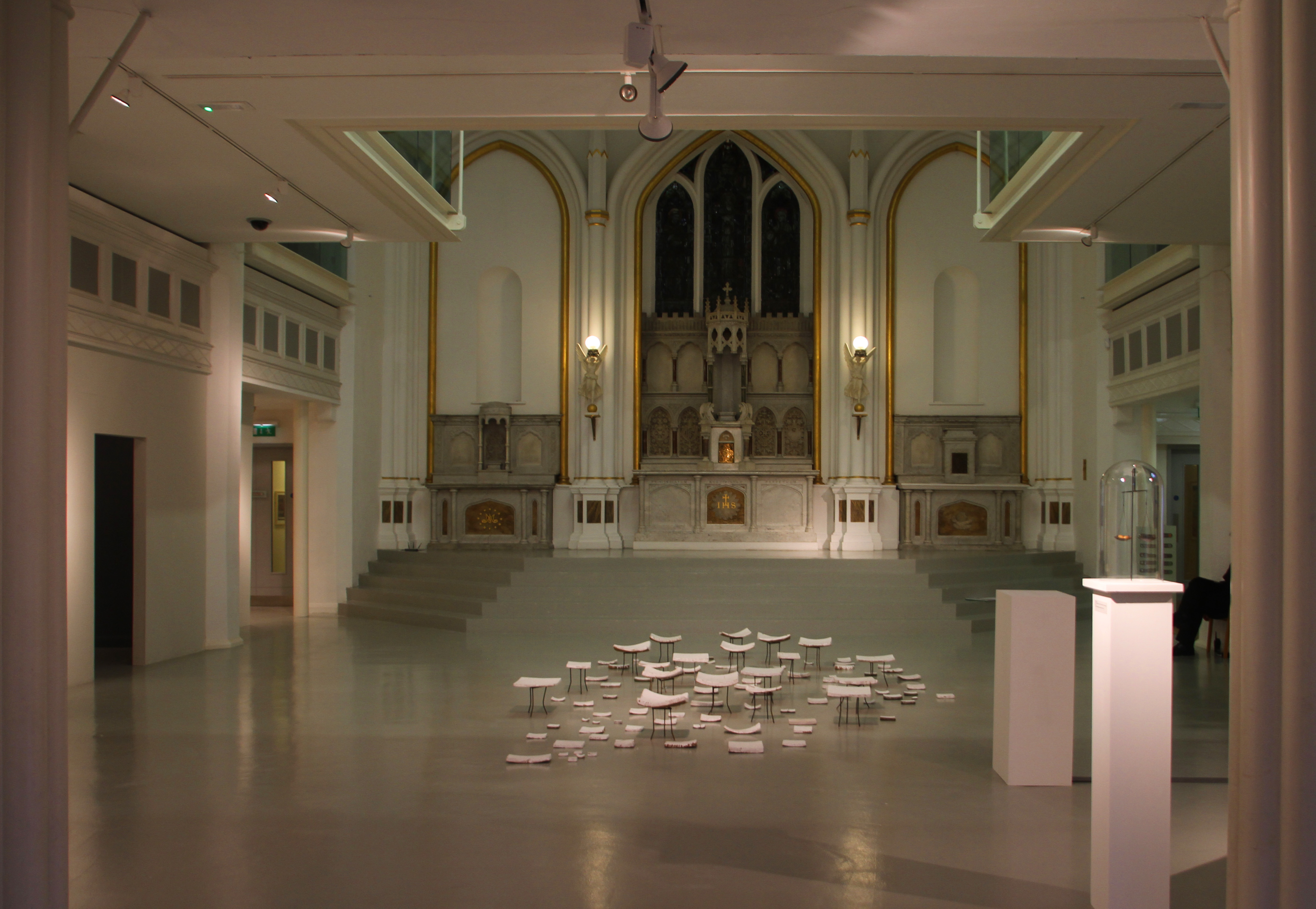
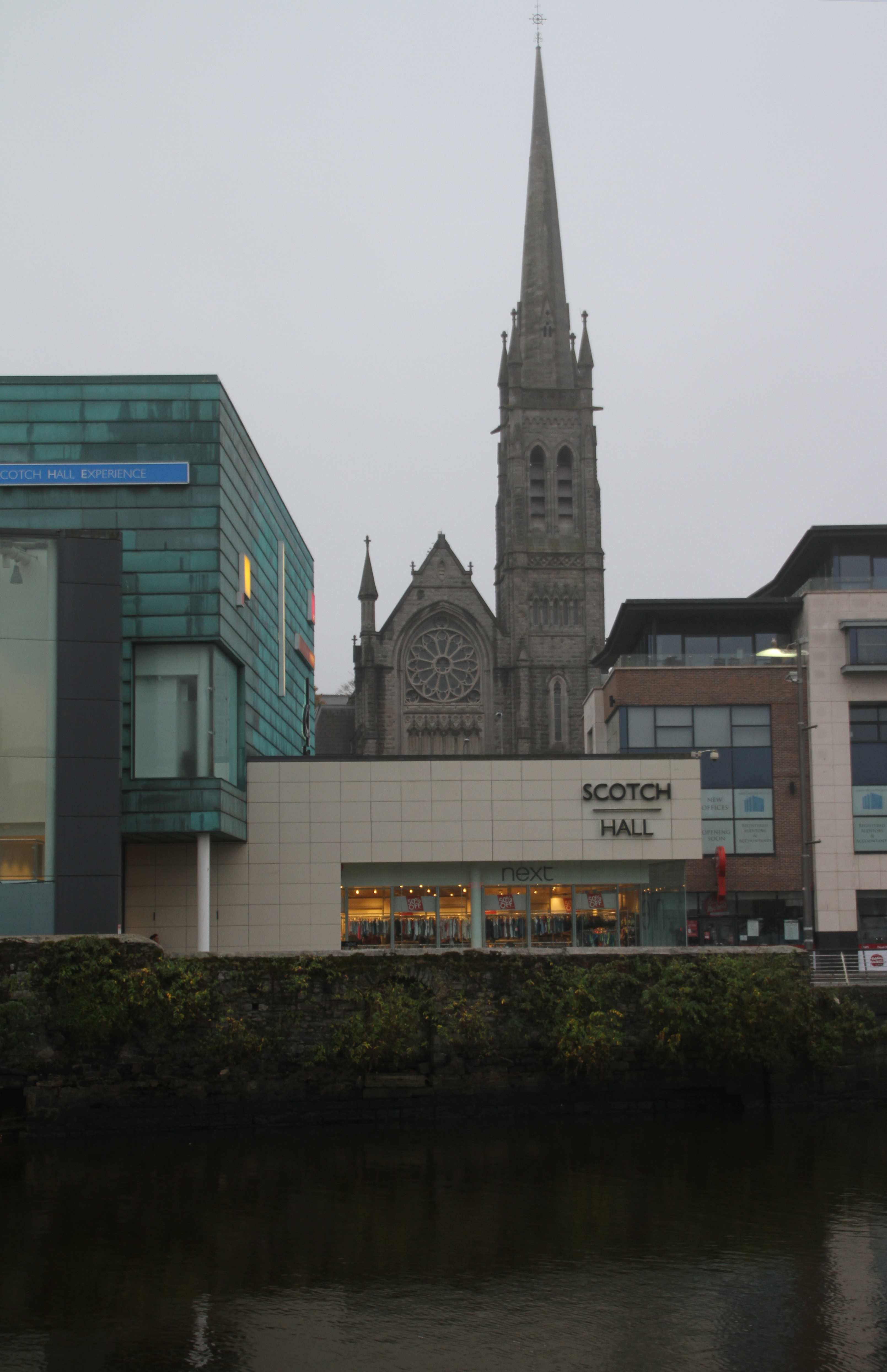
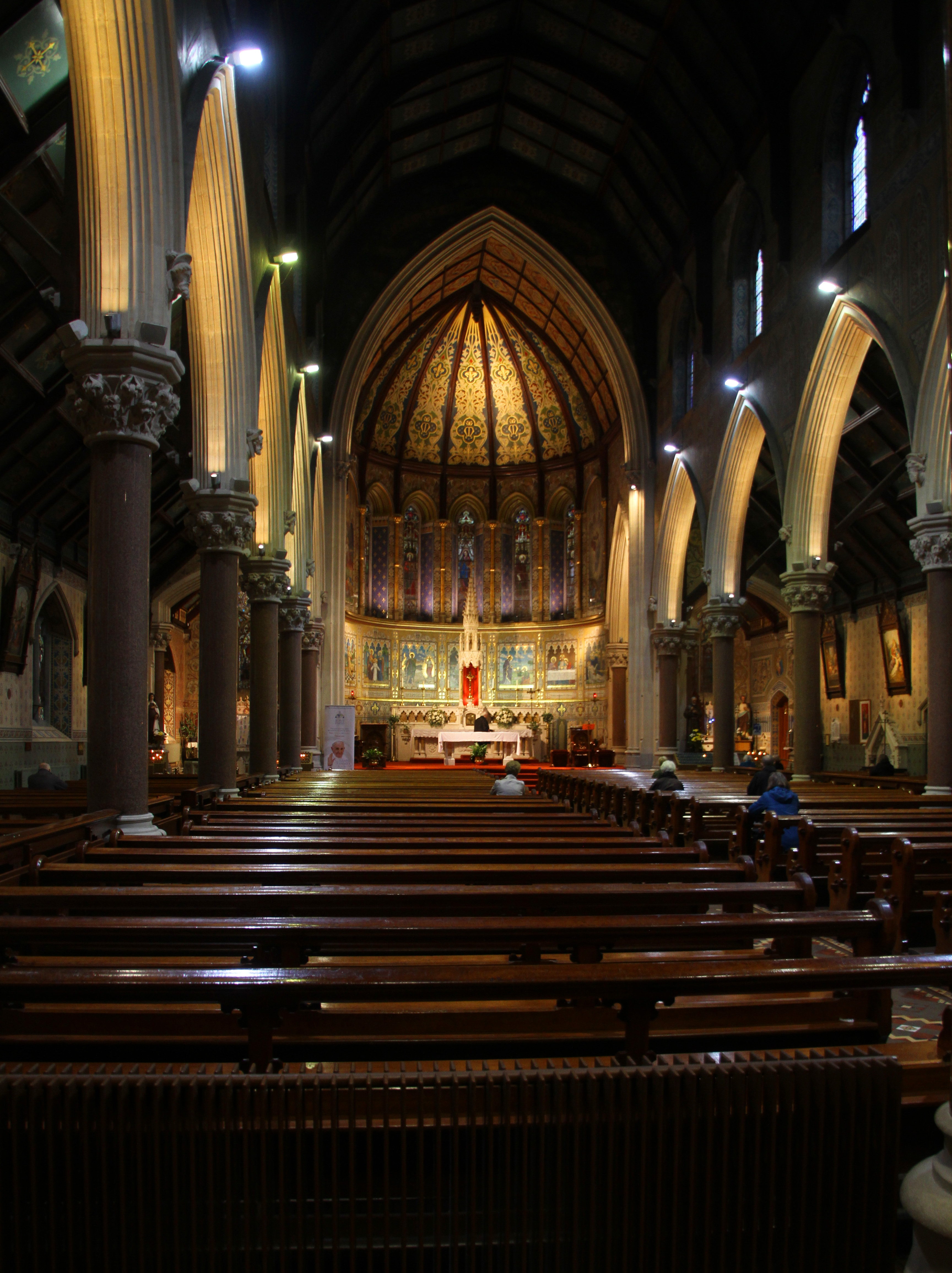
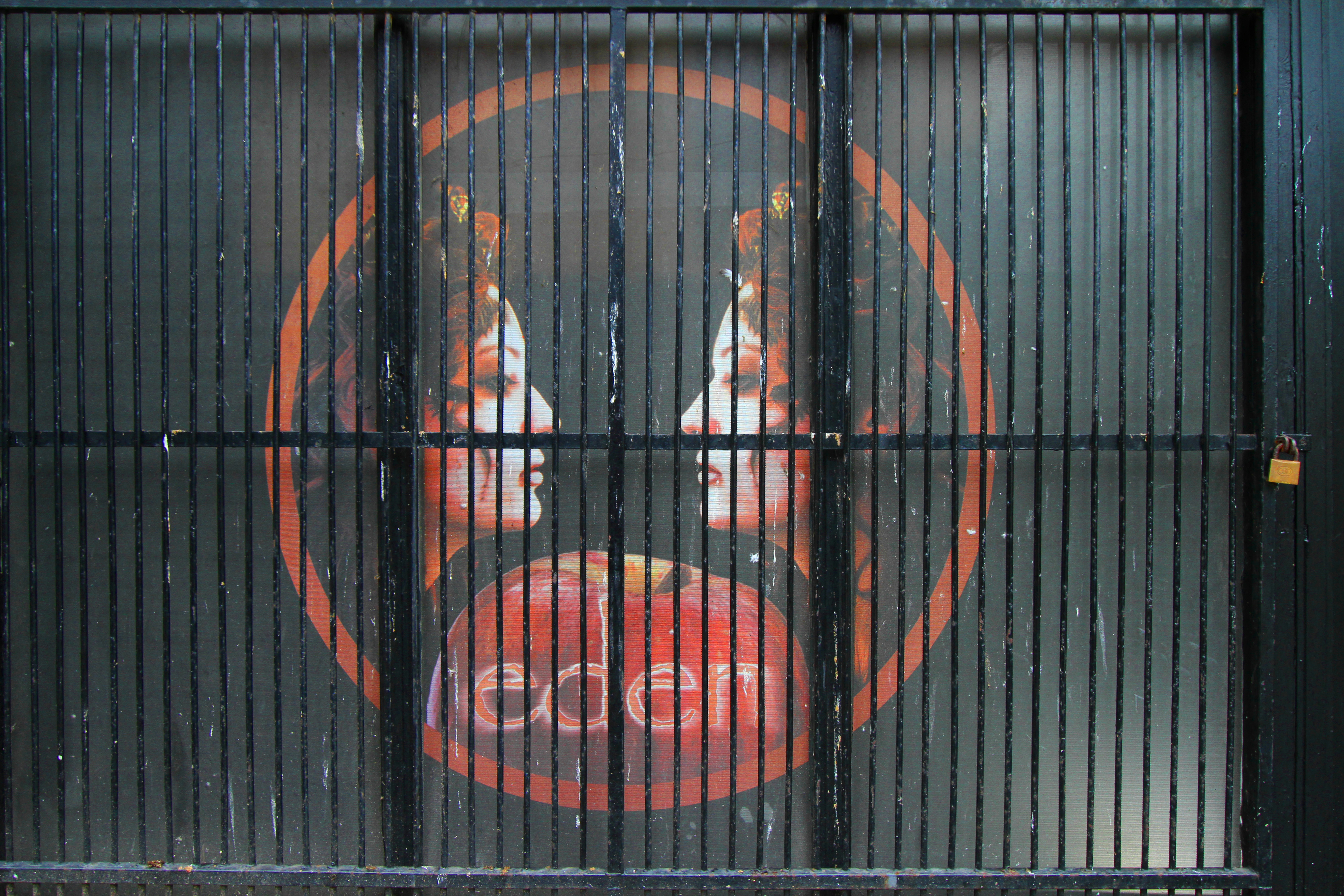
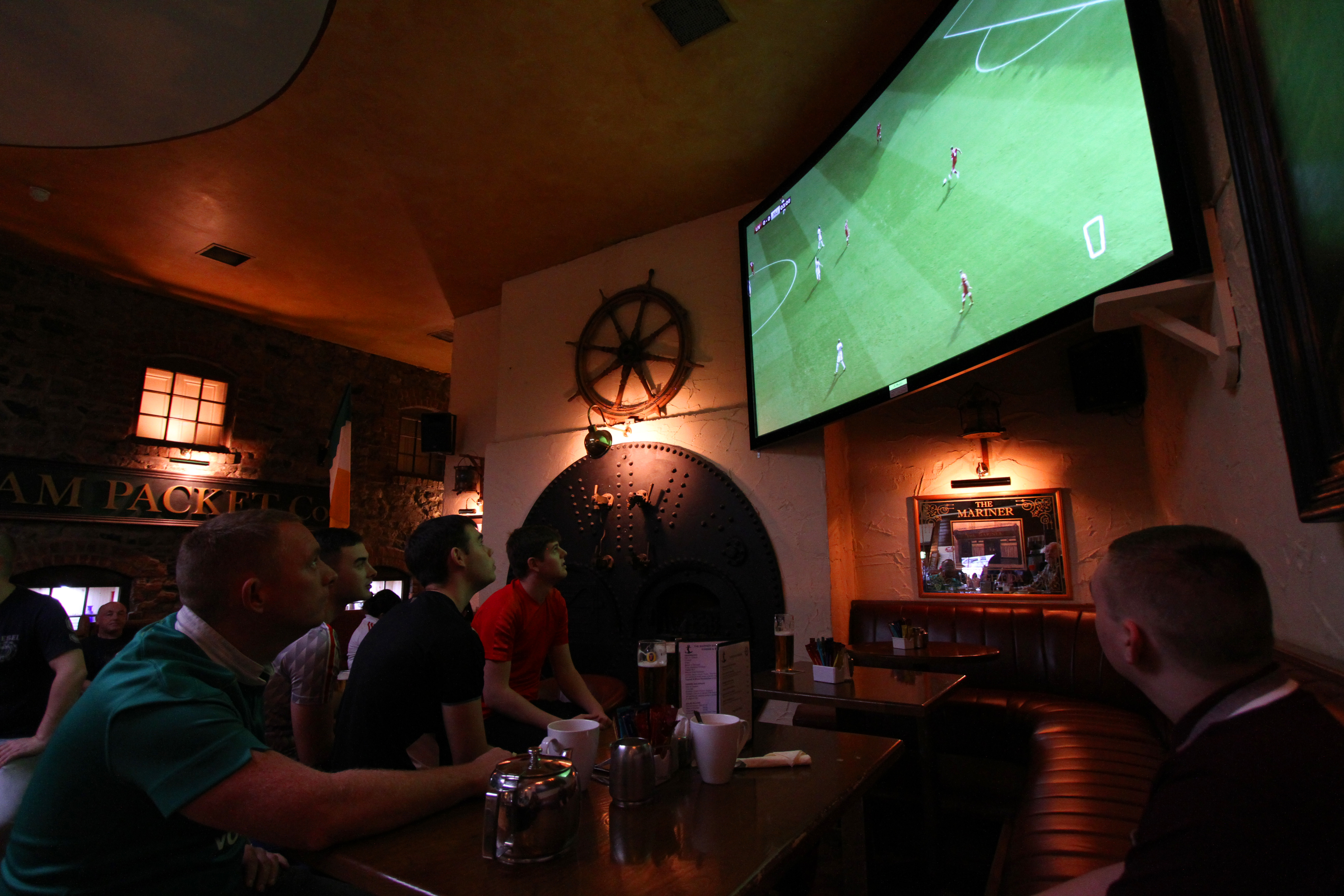